# Hawes
Hawes – miasto w Wielkiej Brytanii, w Anglii, w regionie Yorkshire and the Humber, w hrabstwie North Yorkshire. W 2001 r. miasto to zamieszkiwało 1180 osób.